# Аеропут
Друштво за ваздушни саобраћај АД Аеропут је било прво југословенско акционарско предузеће за цивилни ваздушни саобраћај, које је основано 17. јуна 1927. године у палати Јадранско-подунавске банке у Београду, а формално је престало са радом 24. децембра 1948. године. Аеропут је био међу првим цивилним авио-превозницима, као 10. компанија у Европи, и 21. у свету.

## Почетак и развој цивилног авиосаобраћаја
Дана 13. фебруара 1913. године краљ Србије Петар I доноси Уредбу о саобраћајним справама које се крећу по ваздуху. Краљевина Србија се прикључила модерном ваздушном саобраћају. Била је пета држава на свету (после Немачке, Енглеске, Француске и Аустроугарске) која је регулисала правне норме свога неба. За Краљевину Србију, био је то покушај одбране од аустроугарских авиона, који су још од новембра 1912. године надлетали, без икаквог одобрења, српску територију. Летови су били део притиска Аустроугарске да се Србија повуче са обале Јадранског мора, где су српске јединице доспеле после победа над Турцима у Првом балканском рату.
Први цивилни авиони летели су српским небом и пре завршетка Првог светског рата, разносећи пошту. У сарадњи са Поштанско-телеграфским одељењем у Солуну организовао је више летова којима су пилоти Прве српске ескадриле АП 521 преносили пошту на релацији Скопље — Солун. Када је успостављена Краљевина Срба, Хрвата и Словенаца двоседи „бреге 14" скоро свакодневно саобраћали су од Новог Сада преко Београда и Ниша до Скопља. Уследио је поштански авиосаобраћај од Новог Сада и Београда до Сарајева, Мостара и Загреба. Превоз путника почео је 1919. године.
Док се није саградило ваздухопловно пристаниште код Бежаније у Београду, нађено је решење: привремени аеродром у селу Јабука, код Панчева. Град је одобрио 500 пута 500 m пашњака крај пута који се "... има користити за испашу стоку осим за оно кратко време док се аероплан спушта или диже, јер се исто ради у Прагу и другим местима“. На овај импровизовани аеродром први авион је слетео 25. март 1919. године, двокрилни „спад 46-берлина“. Убрзо се показало да положај аеродрома није најповољнији јер се путници, у недостатку моста преко Дунава, морали бродом да путују до Београда, што је често трајало дуже него лет авионом до Будимпеште или Букурешта.
Прву међународну ваздушну линију која је пролазила преко територије Краљевине СХС отворило је Мешовито друштво „Франко-Румен“. Пренос писмоносних пошиљака почиње 15. априла 1923. У намери да својим авионима конкурише познатом возу "Оријент експрес" који је дуго представљао најбржу везу између западне Европе и Блиског истока, ово друштво је прво на свету увело редовну ноћну линију и то на релацији Београд - Букурешт. Тромоторац „Кодрон Ц 61" полетео је из Букурешта у 4.00 ујутру, а слетео у Панчеву у 9.00 сати, 9. септембра 1923. године. Исте године почела је изградња аеродрома дуж пута за Бежанију.

## Оснивање Аеропута
На иницијативу аеро-клуба 6. фебруара 1926. године одржана је конференција на којој су усвојена правила за оснивање Друштва за ваздушни саобраћај, а сви учесници су постали оснивачи. Правила су упућена у Министарство трговине и индустрије које их је одобрило 13. марта. После тога приступило се уписивању акција. Међутим, упис акција текао је испод очекивања и било је јасно да је даље рад бесмислен ако се претходно не закључи уговор са државом да би се Друштву загарантовала потребна помоћ у новцу и натури. Овај уговор је потписан 25. јануара 1927. али упис акција ни даље није ишао жељеним темпом. Од планираних и неопходних 24.000 акција (тј. шест милиона ондашњих динара, потребних за куповину авиона), до краја марта 1927. године било је уписано и уплаћено тек око 10%, због чега је, у складу с важећим законом о акционарским друштвима, запретила опасност да Аеропут буде укинут.

### Авантуристички лет
Решење за убрзавање уписа акција нашао је инжењер Тадија Сондермајер, члан управе Друштва, резервни капетан и пилот са Солунског фронта. Предложио је да заједно с пилотом Леонидом Бајдаком, обави етапни лет авионом од Париза до Бомбаја, и да на тај начин докажу вредност и способност српских пилота, рачунајући при томе на пропагандне ефекте за афирмацију домаћег ваздухопловства и бржи упис акција. Након кратких припрема, Сондермајер и Бајдак су полетели из Париза 20. априла 1927. године. Коначно, после 14.800 прелетених километара, 14 етапа и 11 дана путовања, 8. маја 1927. године слетели су у Београд. Дочек је био величанствен и преко 30.000 Београђана дочекало је своје хероје на аеродрому испод Бежанијске косе.
После овог подвига пилота Сондермајера и Бајдака, упис акција „Аеропута“ порастао је преко сваког очекивања. Аеропут је основан са капиталом од шест милиона динара, које је сакупило 412 акционара. Пакете акција имали су: Врачарска задруга, Привредна банка, Поштанска штедионица, Гејрет, Српска банка из Загреба, Американско-српска банка из Сарајева, Телеоптик, Велауто, Икарус из Новог Сада, Техничко друштво Вокс и други. Укупно 412 акционара уплатило је 14.000 акција по 250 динара, или шест милиона динара. Аеропут је са тим капиталом почео са радом и том приликом су набављена четири аероплана. За три месеца уписано је преко 30.000 акција, што је омогућило да нова компанија преброди кризу. Друштво је конституисано 29. маја, а већ 17. јуна 1927. године извршена је „протоколација“ Друштва код Београдског трговачког суда и од тога дана Друштво за ваздушни саобраћај Аеропут, правно постоји.

### Изградња аеродрома
Аеродром је свечано отворен 25. марта 1927. године, уз велико народно весеље и акробацију укупно 25 авиона ловаца типа „Девоатин“. Отворено је здање првог цивилног пристаништа - Аеродром Београд. Хангаре је пројектовао српски научник Милутин Миланковић, који се до тада у иностранству већ огледао у изради сличних објеката и први у свету извео основне једначине за одређивање арматуре бетонских носача. Аеродром је израђен на ливади која се звала Дојно поље, између Бежанијске косе и леве обале Саве, око два километра од Земуна. Аеродром је располагао са четири травнате полетно-слетне стазе. На њему је 1931. године изграђена савремена пристаништа зграда, а 1936. године уграђена је и опрема за слетање при слабој видљивости.

### Први промотивни лет
Први авиони Аеропута стигли су на Ваздушно пристаниште Београд почетком фебруара 1928. године. Управа Аеропута је купила четири авиона двокрилца од француске компаније типа Потез 29/2. На избор овог типа авиона Управа Аеропута се одлучила због тога што се у домаћој фабрици Икарус у Земуну производили по лиценци, од исте француске компаније, авиони типа Потез 25 за потребе Команде Војног Ваздухопловства и њених ваздухопловних јединица. Аеропуту је било важно да се у непосредној близини аеродрома налази фабрика која је оспособљена за сервисирање њихових нових авиона. Авион Потез 29/2 у то време је имао добре карактеристике путничког авиона, посаду су чинила два члана, имао је пет седишта за путнике, долет до 500 km, са мотором 450 КС, летео је брзином од 210 km на сат, а пртљажник је примао терет до 250 kg.
Први промотивни лет Аеропута је обављен на линији Београд - Загреб, 15. фебруара 1928. године. Авион типа Потез 29/2, регистарских ознака X-SECD, под називом „Београд“ полетео је са Ваздушног пристаништа Београд, код Земуна, у 9 часова ујутру. Пилоти у авиону су били директор Аеропута Тадија Сондермајер и Владимир Стрижевски, а док су први путници били пет новинара и фото-репортера из београдских редакција. Након два сата лета по тмурном времену и ниској облачности изнад реке Саве која је пилотима била главни оријентир примећени су торњеви загребачке катедрале. Авион је слетео на аеродром Боронгај у 11 часова и 25 минута претходно направивши пар кругова изнад Загреба. Авион је дочекао велики број грађана, као и представници цивилних и војних власти. Истог дана у поподневним часовима група загребачких новинара долетела је у Београд. Овим летом је промовисана од стране Аеропута прва будућа редовна линија домаћег ваздушног саобраћаја. На линији Београд - Загреб авиони Аеропута су током прве године летели сваког дана, осим недеље, све до новембра, када је, због зимских услова, авиосаобраћај прекинут. И поред високе цене карте и страха путника од летења, одзив путника је, био већи од очекиваног, тако да је било више од 80% попуњених места.

## Развој ваздушног саобраћаја
Године 1929. компанија Аеропут је постала члан Међународне уније за ваздушни транспорт (ИАТА). Први међународни лет Аеропут забележио је 7. октобра 1929. године, авиони Аеропута Потез 29 летели су (са пет путника) преко Загреба до Беча, а 1930. отворена је линија Београд - Скопље - Солун. У то време Аеропут је са неколико домаћих линија повезао Београд и Загреб са већим центрима у унутрашњости земље и обалом Јадрана. „Аеропут“ је на тим линијама летео и са новим купљеним авионом Фарманом Ф.306, регистарских ознака „UN-SAH“ (бивши F-ALHP). Фарман је био висококрилни авион, опремљен са три мотора Лорен 7Ме снаге 240 КС, посаду су чинила два члана и имао је осам седишта за путнике. Поред овог авиона Фарман Ф.306 „Аеропут“ је купио и први „Де Хевилендов“ авион, чије је предузеће отворило пословницу у Београду вођену од капетана Т. Г. Мапблека и Пирса. Пословница је била веома успешна и продала је већи број авиона 1930-их у Југославији. Први купљен авион од „Аеропута“ је био „Де Хевиленд“ ДХ.80А Пус мот, рег ознака (UN-SAA), који је са Фарманом Ф.306, испоручен јуна 1931. године у Београду. Са овим авионом „Аеропут“ је започео авио-такси летове. Авион ДХ.80А Пус мот је био висококрилац, који је имао места за два путника и једног члана посаде-пилота. У јулу и септембру 1932. „Аеропут“ купује још два авиона: ДХ.60М мот (UN-SAI) и ДХ.83 Фокс мот (UN-SAK). Иако су окосницу флоте још увек представљали авиони Потез 29 „Аеропут“ прати трендове и набавља нове савремене авионе. Године 1932. „Аеропут“поручује два авиона Спартан Крузер М II, још један Спартан улази у састав флоте 1935. године. Авион Спартан крузер је био авион металне конструкције опремљен са три Де Хевиленд Џипси мот мејџор мотора снаге 120 КС. Успон предузећа је настављен 1933. године да би мрежа достигла максимум 1938. Фабрика аероплана и хидроавиона Змај из Земуна је испоручила Аеропуту путнички авион Спартан Крузер 1935. године, први те врсте у Краљевини Југославији, који је уједно био и први авион за ваздушни саобраћај израђен у Србији. Авиони Аеропута летели су од Дубровника преко Загреба у Праг. У сарадњи са италијанским и румунским авио-превозницима одржавана је линија Букурешт - Београд - Венеција - Милано, а летело се и за Тирану и Софију.
Укупна дужина домаћих линија износила је 2.776 km, што је Аеропут уврстило у ред развијених компанија у Европи. Томе је допринео и избор авиона, међу којима је од 1937. године био и амерички двомоторац металне конструкције Локид Електра, са десет путничких места. Аеропут је поседовао густу мрежу домаћих и међународних линија са флотом од 14 авиона. До 1940. Аеропут већ је имао девет пилота, три приправника пилота, пет радио-телеграфиста летача и једног приправника.
Марта 1941. године, авиони и људство Аеропута су мобилисани у 731. и 732, ескадрилу које су чиниле самосталну Транспортну трупу, чији је командант био Тадија Сондермајер. Сви авиони, осим Локид Електри, били су на матичном аеродрому. Локиди Електре су петог априла прелетеле на аеродром Дивци. У Априлском рату 1941. године Аеропут је претрпео огромну штету када су немачким бомбардовањем уништени авиони (претежно Локиди), мотори, комплетна радионица са деловима, писта и део аеродрома, док су аутобуси, аутомобили и друга возила одузета. Већина авиона је уништена 6. априла. Један од авиона Аеропута Спартак био је уништен у покушају полетања током немачког напада, док је други уништен испред хангара на аеродрому, са осталим авионима Аеропута (Транспортне групе). Касније су Немци оборили два Локида Електре, док су три Локида превезли чланове пучистичке владе за Грчку, а потом за Египат.

### Оснивање техничке службе Аеропута
У прве три године рада, док је у флоти био само авион Потез 29, значајне радове на одржавању авиона Аеропут је обављао у Земунској фабрици авиона Икарус који је тада по француској лиценци за потребе Југословенског ратног ваздухопловства (ЈКРВ)производио сличан авион Потез 25. Одржавање мотора је вршено у фабрици Јасеница ад из Смедеревске Паланке која је по лиценци производила авионске моторе марке Лорен. Почетком 1931. године Аеропут купује радионицу за поправку ваздухоплова од Француско - Румунске фирме СИДНА која је била лоцирана на Земунском аеродрому и са окупљеним механичарима из Икаруса и ратног ваздухопловства организује властиту техничку службу одржавања авиона. Служба одржавања је била лоцирана у једном од великих хангара на цивилном делу аеродрома, била је савремено опремљена и располагала је опитним столом за авиомоторе. Од тада све ревизије мотора и авиона које је Аеропут имао обављан је у властитој техничкој служби. Колико је то добра служба била говори чињеница да су у тој служби направили авион домаће конструкције Аеропут ММС-3.

## Други светски рат и забрана рада после рата
У бомбардовању 1941. године, уништена је готово целокупна имовина компаније. Због избијања рата никада није пристао наручен и плаћен товар од 500 тона горива. Аеропут је поднео надлежном суду захтев за ратну одштету, поднесен 31. октобра 1941. године. Године 1942. Комесарска управа забранила је рад Аеропута. Немачке власти су национализовале просторије Аеропута у Кнез Михаиловој улици 32, где су уселили своју националну авио-компанију Д. Х. Н. - Луфтханза.
После рата, Аеропут је обновио рад 2. јула 1945. године, када је на скупштини акционара изабрано прво послератно руководство компаније. Скупштини су присуствовали и делегати нове власти ДФЈ, као и уз учешће тадашњег шефа државе Ивана Рибара, који је био предратни акционар и члан Управног одбора. Дозвола за рад је била само фарса, јер је 1. априла 1947. године створен ЈАТ који је једини почео да обавља ваздушни саобраћај. Комунистичке власти доносе уредбу о забрани приватних акционарских друштава, на основу које је Аеропут, решењем од 24. децембра 1948. године, ликвидиран.

## Авионске незгоде
Авионска незгода путничког авиона Аеропута типа Фарман Ф.306 под називом „Подгорица“, регистарских ознака YU -SAH и серијског броја 7242.3 догодила се на редовној линији Љубљана - Сушак у уторак 12. септембра 1933. године, у 6, 21 часова ујутру непосредно по узлетања авиона са аеродрома у Љубљани. Временски услови на аеродрому тог јутра су били повољни, било је нешто магле, која се полако губила. Авион је по реду летења требало да полети у 6, 10 часова али је са упаљеним моторима сачекао на писти једног путника који је каснио на лет. У 6,19 часова авион је полетео са 9 минута закашњења. Међутим, одмах након узлетања, мотор је почео неправилно да ради, после чега се авион срушио у шуму уз страховит тресак, на само један километар од аеродрома, ударивши при паду у зидану ограду Душевне болнице на Студенцу. У авиону је било осам лица, два члана посаде и шест путника. Сва лица у авиону су на месту погинула. Посаду авиона сачињавали су пилот Виктор Никитин и механичар Шпиро Тркуља. Ово је била прва авионска незгода Аеропута, која се догодила након шест година од оснивања авио-компаније.
Авионска незгода путничког авиона Аеропута типа Спартан Крузер под називом „Ниш“ регистарских ознака YU -SAP догодила се на редовној линији Љубљана - Сушак у среду 15. јула 1936. године, у 5,50 часова ујутру непосредно по узлетању авиона са аеродрома у Љубљани. Тромоторни авион је по реду летења требало да полети у 5, 30 часова али је сачекао на писти два путника који су каснили на лет. Тог јутра је била над аеродромом густа магла која се полако дизала. У 5,45 часова авион је узлетео са 15 минута закашњења. Сама магла се пре узлетања била подигла тако да су се стекли услови за лет. Међутим, одмах након узлетања, чим се подигао на већу висину авион је био склопљен облацима магле која се дизала. При покушају надлетања првог брда, које се налазило три километра јужно од аеродрома, авион је у условима слабе видљивости закачио стајним трапом неколико јела над шумом, да би се потом уз страховит трасак обрушио на брдо Головца код села Хрушчица, на само пет километара од центра Љубљане. У авиону је било седам лица, два члана посаде и пет путника. Сва лица у авиону су на месту погинула. Посаду авиона сачињавали су пилот Михаило Јарошенко и радио-телеграфиста Томислав Анушић.
Авионска незгода путничког авиона Аеропута типа Локид Електра регистарских ознака YU - SBC серијског броја 1135 догодила се на редовној линији Загреб - Сплит у четвртак 22. августа 1940. године, око 8 часова ујутру, када је авион ударио у планински врх Мала Височица на Велебиту, код села Медак, близу Госпића. Тог јутра, у 6,30 часова двомоторни авион Локид узлетео је са аеродрома Боронгај, код Загреба за Сплит. У авиону је била једанаесторо лица, два члана посаде и деветоро путника. У тренутку полетања временске прилике су биле повољне. Радио вођење авиона је вршила радио-гониометријска станица из Загреба, којој се последњи пут авион јавио у 7,36 часова, док се налазио изнад Врлике. Тада је вођење авиона од загребачке преузела сињска радио-гониометријска станица, која је одмах обавестила посаду авиона о лошим времену и орканској олуји. Тог јутра је над Јадраном беснело велико невреме. Снажни ветрови дували су са Јадрана, док је јака киша падала дуж Динарских планина. Међутим, након извесног времена авион је престао да се оглашава преко радио-станице. После пар сати о авиону није било ни трага ни гласа, а накнадном провером је утврђено да авион није слетео у Сплит у предвиђено време. Авион је у 7,15 часова виђен код Кулен Вакуфа, а у 7,30 часова над Бихаћом и околином. Управа Аеропута се тога дана огласила саопштењем о нестанку свог авиона на линија Загреб - Сплит. Сутрадан, 23. августа 1940. је организована велика потрага за несталим авионом. Све управе и среске самоуправе као и жандармеријске станице у Босни, Херцеговини и Далмацији су обавештене од стране Банских управа да са грађанством помогну да се нестали путнички авион пронађе. Команда Војног Ваздухопловства на челу са генералом Боривојем Мирковићем је издала наредбу приморској хидро-авијацији из Дивуља да крене у ваздушна извиђања у назначеним крајевима како би се нестали авион што пре пронашао. Док је Управа Аеропута организовала посебан експедициони авио-тим за потрагу који састојао од два авиона типа Спартан Крузер и једне Локид Електре којом је управљао директор Аеропута Тадија Сондерамајер. Директор Сондермајер, да би убрзао проналажење летелице, расписао је новчану награду у износу од 10.000 динара коју ће добити оно лице које буде пронашло нестали авион. Тог дана су цео крај претраживале жандармеријске патроле са сељацима. Многи сељаци из околине и грађани из Босанског Грахова, Книна, Гламоча, Ливна, Босанске Крупе, Цазина тражиле су нестали авион. Али од авиона није било трага. Наредног дана, 24. августа, 1940. потрага је настављена. После скоро два дана потраге стигла је вест да је авион пронађен у околини Госпића. Авион је пронашао чобанин Милош Витас са сином Мирком, у рано јутро, 24. августа 1940. године, код села Медак. Нестали авион Локид Електра односно његови остаци, са раскомаданим лешевима, нађени су на литици једног од планинских врхова Велебита под називом Мала Височица, на око 1.300 m надморске висине, код Госпића. Авион се срушио на обронцима Велебита, у пределу који је пуно удаљен од правца лета за Сплит. Погинуло је свих једанаест лица у авиону.
Посаду авиона су сачињавали авио-пилот, који је уједно био и шеф пилота у Аеропуту, Владимир Стрижевски и радио-телеграфиста Душан Петровић. Авион је улетео у снажан циклон са Јадрана, последње јављање сињској радио-гониометријској станици је било да се налазе на 1000 m висине. Пилот Стрижевски је намеравао да авион који је упао у невреме спусти на Медачко поље, али у томе су га спречили велики облаци и оркански ветрови, после чега је авион ударио у планински врх.
Авионска незгода путничког авиона Аеропута типа Локид Електра регистарских ознака YU-SBE серијског броја 1137 догодила се на линији Београд - Борово - Загреб у уторак 22. октобра 1940. године непосредно по узлетању авиона са аеродрома у Борову за Загреб, у 15,53 часова по подне. Авион је из Београда слетео у Борово и искрцао два путника и укрцао два нова. У 15, 50 часова, тачно по реду летења, авион је узлетео са аеродрома Борово за Загреб. Међутим, одмах након узлетања авион је почео да се накривљује на леву страну срушивши се на земљу, три километра од самог аеродрома. У авиону је било тринаест лица, три члана посаде и десет путника. Погинуло је седам лица, од чега шест на лицу места, док је седмо лице преминуло касније у Градској болници у Осијеку. На лицу места погинула су сва три члана посаде и троје путника, осталих седам преживелих путника, теже и лакше повређених, пребачено је амбуланту фабрике Бата, у Борову, а потом у Градске болнице у Вуковару и Осијеку. У осјечкој болници је због тежине повреде преминула једна путница, док су се остали путници опоравили. Посаду авиона, која је погинула у овој авионској несрећи сачињавали су пилот Отмар Крепел, копилот Евгеније Бацић, и радио-телеграфиста Људевит Антоновић.

## Земље са којима је Аеропут одржавао ваздушни саобраћај
| - Албанија - Аустрија - Бугарска - Грчка - Италија - Мађарска - Румунија - Чехословачка |

## Флота
Од набавке првог авиона 1928. године па све до Другог светског (април 1941) године у флоти Аеропута "https://web.archive.org/web/20120711012651/http://www.goldenyears.ukf.net/reg_YU-.htm" летели су следећи авиони:
| регистрација | тип авиона                      | уведен у флоту     | пререгистрација             | назив               | искључен из флоте | коментар                                                                            |
| ------------ | ------------------------------- | ------------------ | --------------------------- | ------------------- | ----------------- | ----------------------------------------------------------------------------------- |
| YU-SAB       | Потез 29/2                      | 17. фебруар 1928.  | X-SEBC UN-EBC UN-SAB YU-SAB | Аеропут „Београд“   | 1937.             |                                                                                     |
| YU-SAC       | Потез 29/2                      | 17. фебруар 1928.  | X-SECD UN-ECD UN-SAC YU-SAC | Аеропут „Загреб“    | 1937.             |                                                                                     |
| YU-SAD       | Потез 29/2                      | 23. март 1928.     | X-SEDF UN-EDF UN-SAD YU-SAD | Аеропут             | 1937.             |                                                                                     |
| YU-SAE       | Потез 29/2                      | 23. март 1928.     | X-SEFG UN-EFG UN-SAE YU-SAE | Аеропут „Скопље“    | 1937.             |                                                                                     |
| YU-SAF       | Потез 29/2                      | 7. мај 1929.       | UN-EGH UN-SAF YU-SAF        | Аеропут             | 1937.             |                                                                                     |
| YU-SAG       | Потез 29/2                      | 7. мај 1929.       | UN-EHI UN-SAG YU-SAG        | Аеропут             | 1937.             |                                                                                     |
| YU-SAH       | Фарман Ф.306                    | 31. децембар 1930. | UN-SAH YU-SAH               | Аеропут „Подгорица“ | 1933.             | Срушио се код Љубљане 12. септембра 1933.                                           |
| YU-SAA       | Де Хевиланд ДХ.80А Пус Мот      | 1. јун 1931.       | UN-SAA YU-SAA G-ACDU        | Аеропут             | 1933.             | Продат у В. Британији фебруара 1933.                                                |
| YU-SAI       | Де Хевиланд DH.60 Мот           | 29. јул 1931.      | G-ABXM UN-SAI YU-SAI        | Аеропут             | 1941.             | Уништен у Априлском рату 6. априла 1941.                                            |
| YU-SAK       | Де Хевиланд DH.83 Фокс Мот      | 5. октобар 1932.   | ZS-ADE G-ABZA UN-SAK YU-SAK | Аеропут             | 1941.             | Уништен у Априлском рату 6. априла 1941.                                            |
| YU-SAN       | Спартан Крузер                  | 2. октобар 1933.   | G-ACJO YU-SAN               | Аеропут „Љубљана“   | 1941.             | Заробљен у Априлском рату 1941.                                                     |
| YU-SAO       | Спартан Крузер                  | 9. мај 1934.       | G-ACMW YU-SAO               | Аеропут „Сушак“     | 1941.             | Заробљен у Априлском рату 1941.                                                     |
| YU-PCJ       | Бреге 19/10                     | 10. мај 1934.      | YU-PCJ                      | Аеропут             | 1937.             |                                                                                     |
| YU-SAP       | Спартан Крузер                  | 24. мај 1935.      | YU-SAP                      | Аеропут „Ниш“       | 1936.             | Направљен у Змају. Срушио се 15. јула 1936.                                         |
| YU-SAS       | Де Хевиланд ДХ.89 Драгон Рапиде | 28. јул 1936.      | G-AEKF YU-SAS               | Аеропут             | 1941.             | Заробљен у Београду током Априлском рату 1941.                                      |
| YU-SAR       | Аеропут ММС-3                   | 1936.              | YU-SAR                      | Аеропут             | 1941.             | Прототип. Уништен у Априлском рату у Херцеговини 1941.                              |
| YU-PEB       | Фарман F.190                    | 1937.              | F-AJIA YU-PEB               | Аеропут             | 1941.             | Купљен као половни авион од Француза                                                |
| YU-SAT       | Кодрон C.449                    | 29. април 1937.    | F-APKT YU-SAT CJ+XM?        | Аеропут             | 1941.             | Заробљен у Априлском рату 1941.                                                     |
| YU-SAU       | Кодрон C.449                    | 22. јул 1937.      | F-APKU YU-SAU               | Аеропут             | 1939.             | Оштећен 1939.                                                                       |
| YU-SAV       | Локид Електра                   | 26. јул 1937.      | YU-SAV AX699                | Аеропут             | 1941.             | Прикључен РАФ-у 5. маја 1941. Оштећен приликом слетања 13. децембра 1941.           |
| YU-SBA       | Локид Електра                   | 26. јул 1937.      | YU-SBA                      | Аеропут             | 1941.             | Тешко оштећен приликом полетања са Никшићког аеродрома15. априла 1941.              |
| YU-SAZ       | Локид Електра                   | 1. јун 1938.       | YU-SAZ                      | Аеропут             | 1941.             | Уништен у Априлском рату 15. априла 1941.                                           |
| YU-SBB       | Локид Електра                   | 1. јун 1938.       | YU-SBB AX701                | Аеропут             | 1941.             | Прикључен РАФ-у 5. маја 1941. Оштећена приликом слетања 28. августа 1944. у Египту. |
| YU-SBC       | Локид Електра                   | 20. март 1939.     | YU-SBC                      | Аеропут             | 1940.             | Срушио се на Велебиту 22. августа 1940.                                             |
| YU-SBD       | Локид Електра                   | 4. април 1939.     | YU-SBD                      | Аеропут             | 1941.             | Оборен у Априлском рату 1941. изнад Грчке.                                          |
| YU-SBE       | Локид Електра                   | 29. април 1939.    | YU-SBE                      | Аеропут             | 1940.             | Срушио се код Борова 22. октобра 1940.                                              |
| YU-SDA       | Локид Електра                   | 1. јул 1939.       | YU-SDA AX700                | Аеропут             | 1941.             | Прикључен РАФ-у 5. маја 1941. Уништен приликом слетања 14. јуна 1946.               |

- де Хевиленд DH.60.
- де Хевиленд DH.80.
- де Хевиленд DH.83.
- Потез 29-2.
- Спартан Крузер.
- Kodron C.440 Галеб
- Локид Електра и DH.89 Драгон Рапид.
- Аеропут MMS-3.